# Helen Twelvetrees
Helen Twelvetrees (ur. 25 grudnia 1908 w Nowym Jorku, zm. 13 lutego 1958 w Harrisburgu) – amerykańska aktorka filmowa.

## Wybrana filmografia
- 1929: The Ghost Talks jako Miriam Holt
- 1930: The Cat Creeps jako Annabelle West
- 1930: Jej mężczyzna jako Frankie
- 1932: Young Bride jako Allie Smith Riggs
- 1934: Now I'II Tell jako Virginia
- 1935: She Gets Her Man jako Francine
- 1935: Times Square Lady jako Margo Heath
- 1939: Persons in Hiding jako Helen Griswold
- 1939: Unmarried jako Pat Rogers

## Wyróżnienia
Posiada swoją gwiazdę na Hollywoodzkiej Alei Gwiazd.